# Paul Dietel
Paul Dietel (1860 - 1947) fue un botánico, explorador, y profesor alemán.

## Algunas publicaciones
- 1890. Uredineen aus dem Himalaya. Hedwigia 29: 259-270, 1 pl.

- 1891. Bemerkungen über die auf Saxifragaceen vorkommenden Puccinia-Arten. Berichte der Deutschen Botanischen Gesellschaft 9: 35-[42], tab.

- 1891. Beschreibung einer neuen Puccinia auf Saxifraga. Hedwigia 30: 103-104

- 1892. Zur Beurteilung der Gattung Diorchidium. Berichte der Deutschen Botanischen Gesellschaft 10: 57-[63]

- 1892. Einige neue Uredineen. Hedwigia 31: 288-[290]

- 1892. Einiges über Capitularia graminis Niessl. Mittheil. des Thüringer Botan. Vereins Neue Folge 2: 18-21

- 1893. Descriptions of new species of Uredineae and Ustilagineae, with remarks on some other species. Bot. Gazette 18: 253-256

- 1893. New Californian Uredineae. Erythea 1: 247-252

- 1893. Sphaerophragmium dalbergiae n.sp. Hedwigia 32: 30.

- 1894. Descriptions of new species of Uredineae and Ustilagineae, with remarks on some other species. 2. Bot. Gazette 19: 303-306

- 1894. Die Gattung Ravenelia. Hedwigia 33-[46]

- 1895. Zur Kenntnis der Gattung Uredinopsis Magnus. Bericht der Deutschen Bot. Gesellschaft 13: 326-[331]

- 1895. New North American Uredineae. Erythea 3: 57-82

- 1895. Einige neue exotische Pilze. Hedwigia 34: 291-[292]

- 1895, publ. 1896. Über den Generationswechsel zweier Rostpilze der Flora von Leipzig. Berichte der Naturf. Ges. zu Leipzig 1895-1896: 195-200

- 1896. Uredinaceae Chilenses I. Con f.w. Neger. Engler Bot. Jahrbücher 22: 348-358

- 1897. Uredinaceae Chilenses II. Con f.w. Neger. Engler Bot. Jahrbücher 24: 153-162

- 1899. ''Uredinaceae Chilenses Ill (speciebus nonullis in Argentina collectis inclusis). Con f.w. Neger. Engler Bot. Jahrbücher 27: 1-16

- 1897. Uredinales Brasiliensis a cl. E. Ule lectae. Hedwigia 36: 26-37

- 1897. Uredineae Brasilienses a cl. E. Ule lectae. Hedwigia 36: 26-[35]

- 1897. Einige neue Uredineen. Hedwigia 36: 297-[298]

- 1898. Einige Brandpilze aus Südamerika. Beibl. Hedwigia 37: 147-149

- 1898. Bemerkungen zu der Uredineenflora Mexicos. Hedwigia 37: 202-[208]

- 1898. Einige Uredineen aus Ostasien. Hedwigia 37: 212-[217]

- 1899. Uredineae Japonicae 1. Bot. Jahrbücher für Systematik, Pflanzengeschichte und Pflanzengeografie 27: 564-576

- 1899. Uredineae Brasiliensis a cl. E. Ule lectae. Hedwigia 38: 248-259

- 1904. Über die Uredineengattung Pucciniostele Tranzschel et Komarov. Ann. Mycologici 2: 20-26

- 1905. Uredineae Japonicae. VI. Engler’s Bot. Jahrbücher für Sysstematik, Pflanzengeschichte und Pflanzengeografie 37: 97-109

- 1905. Über die Arten der Gattung Phragmidium [cont.] Hedwigia 44: 330-346

- 1906. Über Chnoopsora, eine neue Uredineen-Gattung. Ann. Mycologici 4: 421-423, 1 fig.

- 1907. Uredineen aus Japan. Ann. Mycologici 5: 70-77

- 1907. Einige neue Uredineen aus Südamerika. Ann. Mycologici 5 (3): 244-246

- 1908. Beschreibungen einiger neuen Uredineen. Ann. Mycologici 4: 303-308

- 1908. Einige neue Uredineen aus Südamerika. II. Ann. Mycologici 6 (2): 94-98

- 1908. Uredineen aus Japan. II. Ann. Mycologici 6 (3): 222-229

- 1909. Beschreibungen einiger neuer Uredineen. II. Ann. Mycologici 7: 353-356

- 1910. Uredineen aus Japan. III. Ann. Mycologici 8: 304-314

- 1910. Zwei neue Arten der Gattung Phakopsora. Ann. Mycologici 8: 469-469

- 1914. Über neue und bemerkenswerte Uredineen. Ann. Mycologici 12: 83-88

- 1919. Über Puccinia obscura Schröt. und einige verwandte Puccinien auf Luzula. Ann. Mycologici 17 (1): 48-58

- 1922. Kleine Beiträge zur Systematik der Uredineen. Ann. Mycologici 20 (1): 29-33

- 1923. Kleine Beiträge zur Systematik der Uredineen. Ann. Mycologici 21: 84-88

- 1927. Über Phragmidium rubi (Pers.) Wint. var. candicantium Vleugel. Ann. Mycologici 25 (5-6): 474-477

- 1943. Die Rostpilze Kärntens. Österreichische Bot. Zeitschrift 42: 5-86

### Libros
- 1888. Verzeichnis sämtlicher Uredineen nach Familien ihrer Nährpflanzen geordnet. Editor Serig'sche Buchhandlung, 48 pp. Reimpreso por Nabu Press, 126 pp. ISBN 1279727128

- La abreviatura «Dietel» se emplea para indicar a Paul Dietel como autoridad en la descripción y clasificación científica de los vegetales.[1]

## Fuente
- r. Zander, fritz Encke, günther Buchheim, siegmund Seybold (eds.) 1984. Handwörterbuch der Pflanzennamen. 13.ª ed. Ulmer Verlag, Stuttgart, ISBN 3-8001-5042-5

- h. Poeverlein. 1950. Paul Dietel. Sydowia 4 (1-6): 1-10